# Peter Šťastný
Peter Šťastný (* 18. září 1956 Bratislava) je bývalý slovenský politik a lední hokejista, který reprezentoval Československo, Kanadu a Slovensko. Je vítězem Kanadského poháru a dvojnásobným mistrem světa. V osmdesátých letech 20. století byl druhým nejproduktivnějším hráčem NHL po Waynu Gretzkém. Celkově je osmým nejproduktivnějším Evropanem v dějinách NHL. Do roku 2005 působil více než 4 roky jako generální manažer Slovenského svazu ledního hokeje. U příležitosti 100. výročí NHL byl v lednu 2017 vybrán jako jeden ze sta nejlepších hráčů historie ligy. V letech 2004–2014 byl poslancem Evropského parlamentu.

## Klubový hokej
Peter Šťastný patří mezi nejvýznamnější postavy slovenského hokeje v historii. Svoji hokejovou kariéru začínal v roce 1974 v klubu HC Slovan Bratislava, kde spolu se starším bratrem Mariánem a mladším bratrem Antonem vytvořili obávanou útočnou trojici. Ve zlaté éře bratislavského hokeje se Slovanu pod vedením bratrů Šťastných podařilo v sezóně 1978/79 prolomit hegemonii českých klubů a získat titul mistra Československa. V následující sezóně získal Peter Zlatou hokejku - ocenění pro nejlepšího hokejistu Československa.
V roce 1980 se Peter spolu s bratrem Antonem rozhodli odejít hrát hokej do NHL. O rok později je následoval i nejstarší z bratrů - Marián. Bratři Šťastní začali svou profesionální kariéru v dnes už neexistujícím klubu Quebec Nordiques. Odehráli v něm společně čtyři sezóny. Stali se tak druhým bratrským triem hrajícím v jednom klubu NHL po bratrech Bentleyových, kteří hráli za Chicago Blackhawks v čtyřicátých letech 20. století. Peter Šťastný odehrál za Quebec celkem 10 sezón. V sezóně 1989/90 přestoupil do New Jersey Devils a v sezóně 1993/94 zase do klubu St. Louis Blues, kde následující sezónu ukončil svoji profesionální hráčskou kariéru. Na klubové úrovni působil až do roku 2000 jako skaut klubu St. Louis Blues pro Evropu.
Během své kariéry v NHL se Peter Šťastný stal druhým nejproduktivnějším hráčem osmdesátých let 20. století. Celkem v základní části NHL odehrál 977 zápasů a získal 1 239 bodů za 450 gólů a 789 přihrávek. K tomu ještě odehrál 93 zápasů v play off, kde získal 105 bodů za 33 gólů a 72 asistencí.

## Úspěchy a ocenění
- Vítěz Calder Memorial Trophy v roce 1981 - cena pro nejlepšího nováčka soutěže
- Účastník NHL All-Star Game v letech 1981, 1982, 1983, 1984, 1986 a 1988
- V roce 1998 byl hokejovým týdeníkem The Hockey News vybrán do stovky nejlepších hráčů historie jako číslo 56
- V roce 1998 byl uveden do Hokejové síně slávy v Torontu (jako první hráč narozený a vyrůstající v Evropě)
- V roce 2000 uveden do Síně slávy Federace ledního hokeje IIHF.
- člen Síně slávy slovenského hokeje (2002) – v roce 2009 z ní na vlastní žádost vystoupil[2]
- člen Síně slávy českého hokeje (2010)

## Rekordy a pozoruhodné výkony
- první hráč, který během své nováčkovské sezóny překonal hranici 100 kanadských bodů - 109 (Wayne Gretzky během své první sezóny zaznamenal 137 bodů, ale vzhledem k předchozí odehrané sezóně ve WHA nebyl považován za nováčka)
- jeden ze sedmi hráčů, kteří překonali hranici 100 bodů v nejméně šesti po sobě jdoucích sezónách
- první hráč narozený a trénovaný v Evropě, který překonal hranici 1000 bodů v kariéře (prvním v Evropě narozeným hráčem byl Stan Mikita, ze Slovenska však v dětství odešel do Severní Ameriky, kde se také učil hrát hokej)

### Klubové statistiky
| Sezona              | Klub                | Soutěž              | Základní část | Základní část | Základní část | Základní část | Základní část | Play off | Play off | Play off | Play off | Play off |
| Sezona              | Klub                | Soutěž              | Z             | G             | A             | B             | TM            | Z        | G        | A        | B        | TM       |
| ------------------- | ------------------- | ------------------- | ------------- | ------------- | ------------- | ------------- | ------------- | -------- | -------- | -------- | -------- | -------- |
| 1975/76             | Slovan Bratislava   | ČS                  | 32            | 19            | 9             | 28            | ?             | -        | -        | -        | -        | -        |
| 1976/77             | Slovan Bratislava   | ČS                  | 44            | 25            | 27            | 52            | ?             | -        | -        | -        | -        | -        |
| 1977/78             | Slovan Bratislava   | ČS                  | 42            | 29            | 24            | 53            | 28            | -        | -        | -        | -        | -        |
| 1978/79             | Slovan Bratislava   | ČS                  | 39            | 32            | 23            | 55            | 21            | -        | -        | -        | -        | -        |
| 1979/80             | Slovan Bratislava   | ČS                  | 41            | 26            | 26            | 52            | 58            | -        | -        | -        | -        | -        |
| 1980/81             | Quebec Nordiques    | NHL                 | 77            | 39            | 70            | 109           | 37            | 5        | 2        | 8        | 10       | 7        |
| 1981/82             | Quebec Nordiques    | NHL                 | 80            | 46            | 93            | 139           | 91            | 12       | 7        | 11       | 18       | 10       |
| 1983/83             | Quebec Nordiques    | NHL                 | 75            | 47            | 77            | 124           | 78            | 4        | 3        | 2        | 5        | 10       |
| 1983/84             | Quebec Nordiques    | NHL                 | 80            | 46            | 73            | 119           | 73            | 9        | 2        | 7        | 9        | 31       |
| 1984/85             | Quebec Nordiques    | NHL                 | 75            | 32            | 68            | 100           | 95            | 18       | 4        | 19       | 23       | 24       |
| 1985/86             | Quebec Nordiques    | NHL                 | 76            | 41            | 81            | 122           | 60            | 3        | 0        | 1        | 1        | 2        |
| 1986/87             | Quebec Nordiques    | NHL                 | 64            | 24            | 53            | 77            | 43            | 13       | 6        | 9        | 15       | 12       |
| 1987/88             | Quebec Nordiques    | NHL                 | 76            | 46            | 65            | 111           | 69            | -        | -        | -        | -        | -        |
| 1988/89             | Quebec Nordiques    | NHL                 | 72            | 35            | 50            | 85            | 117           | -        | -        | -        | -        | -        |
| 1989/90             | Quebec Nordiques    | NHL                 | 62            | 24            | 38            | 62            | 24            | -        | -        | -        | -        | -        |
| 1989/90             | New Jersey Devils   | NHL                 | 12            | 5             | 6             | 11            | 16            | 6        | 3        | 2        | 5        | 4        |
| 1990/91             | New Jersey Devils   | NHL                 | 77            | 18            | 42            | 60            | 53            | 7        | 3        | 4        | 7        | 2        |
| 1991/92             | New Jersey Devils   | NHL                 | 66            | 24            | 38            | 62            | 42            | 7        | 3        | 7        | 10       | 19       |
| 1992/93             | New Jersey Devils   | NHL                 | 62            | 17            | 23            | 40            | 22            | 5        | 0        | 2        | 2        | 2        |
| 1993/94             | St. Louis Blues     | NHL                 | 17            | 5             | 11            | 16            | 4             | 4        | 0        | 0        | 0        | 2        |
| 1993/94             | Slovan Bratislava   | SE                  | 4             | 0             | 4             | 4             | 0             | -        | -        | -        | -        | -        |
| 1994/95             | St. Louis Blues     | NHL                 | 6             | 1             | 1             | 2             | 0             | -        | -        | -        | -        | -        |
| ČS celkem           | ČS celkem           | ČS celkem           | 198           | 131           | 109           | 240           | 0             | 0        | 0        | 0        | 0        | 0        |
| NHL celkem          | NHL celkem          | NHL celkem          | 977           | 450           | 789           | 1239          | 824           | 93       | 33       | 72       | 105      | 125      |
| SK celkem           | SK celkem           | SK celkem           | 4             | 0             | 4             | 4             | 0             | 0        | 0        | 0        | 0        | 0        |
| Celkem vč. play-off | Celkem vč. play-off | Celkem vč. play-off | 1272          | 614           | 974           | 1588          |               |          |          |          |          |          |

## Reprezentace
Peter Šťastný je jediným hráčem, který na vrcholných mezinárodních soutěžích (mistrovství světa, olympijské hry, Kanadský pohár) reprezentoval postupně 3 země (přičemž v každé soutěži reprezentoval 2 země, byť na MS hrál za Slovensko pouze v B-skupině).
Na reprezentační úrovni sehrál mezi roky 1976 a 1995 celkem 141 zápasů, v nichž vstřelil 72 gólů:
- Československo (1976 - 1980) 100 zápasů, 51 gólů
- Kanada (1984) 10 zápasů, 1 gól
- Slovensko (1992 - 1995) 31 zápasů, 20 gólů

### Mistrovství světa
Skupina A:
- 1976 - mistr světa  (Československo)
- 1977 - mistr světa  (Československo)
- 1978 - 2. místo  (Československo)
- 1979 - 2. místo  (Československo)

Skupina B:
- 1995 - 1. místo, postup (Slovensko)

### Zimní olympijské hry
- 1980 - 5. místo (Československo)
- 1994 - 6. místo (Slovensko)

### Kanadský pohár
- 1976 - poražený finalista (Československo)
- 1984 - vítěz (Kanada)

## Rodinný život
Peter Šťastný je ženatý. Má slovenské i kanadské občanství. Žije v USA a na Slovensku. S manželkou Darinou mají čtyři děti, dva syny a dvě dcery. Oba jejich synové jsou profesionálními hokejisty, starší Yan je hráčem HC CSKA Moskva, mladší Paul působí v klubu Vegas Golden Knights Yan reprezentoval USA na Mistrovství světa v ledním hokeji 2005 ve Vídni, 2006 v Rize i 2011 v Bratislavě a Košicích a Paul na Mistrovství světa v ledním hokeji 2007 v Moskvě a na Mistrovství světa v ledním hokeji 2013 ve Stockholmu a Helsinkách